# Grimmenstein (Weimar)

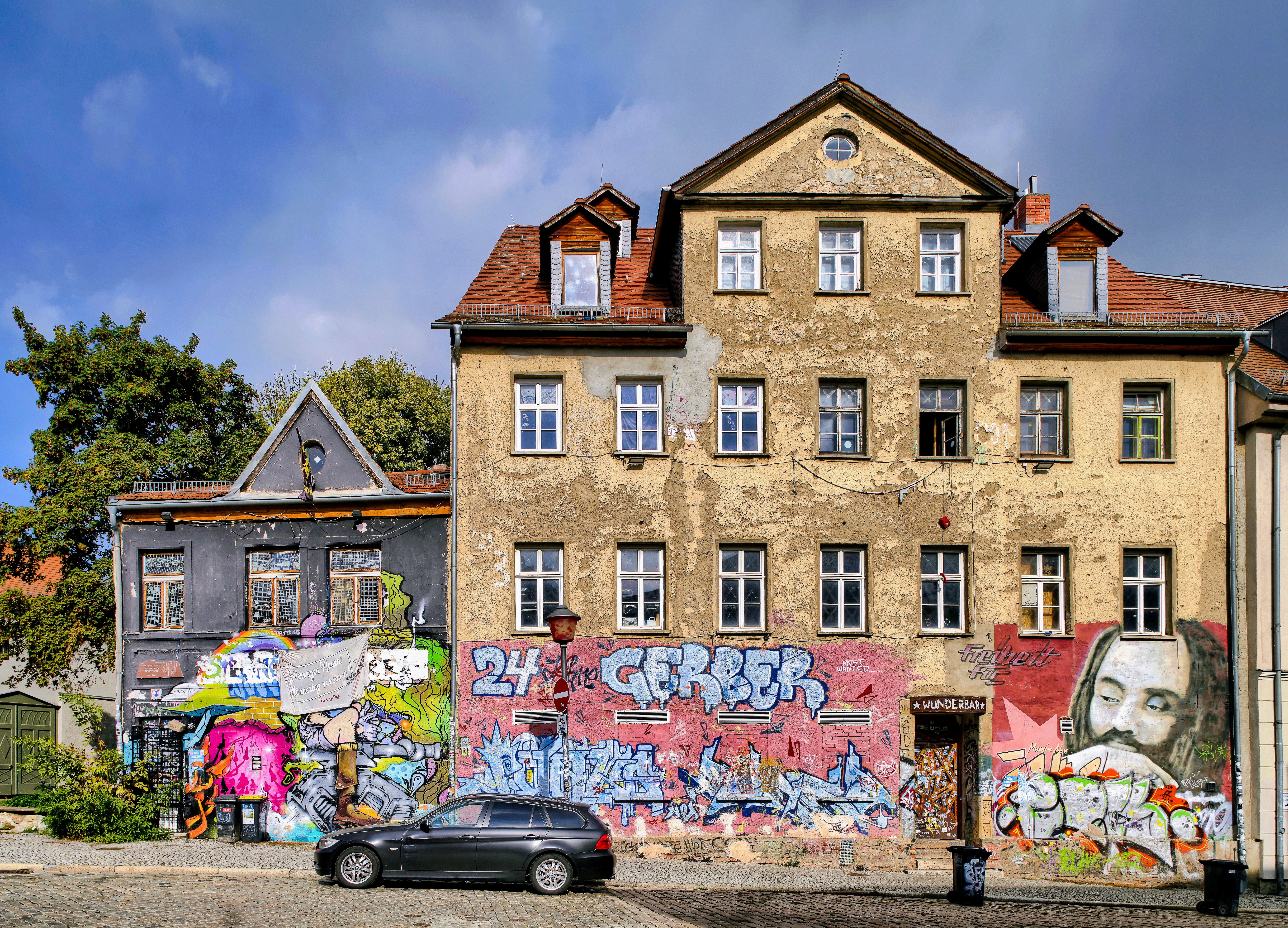
Weimar, Gerberstraße 3

Der Grimmenstein war die Bezeichnung für ein Gebäude in Weimar.
Dieses befestigte Gebäude, gelegen an Stelle des Hauses Gerberstraße 3 am Ausgang des Brühls in der Jakobsvorstadt, war von ca. 1780 bis 1809 ein Armenspinnhaus. Im Mittelalter befand es sich im Eigentum des Deutschritterordens. Das Haus wurde bereits zu Goethes Zeiten um 1780 als ein verfallenes beschrieben und als Raub- und Rattennest bezeichnet.
Johann Heinrich Franz Straube und sein Bruder Carl Wilhelm Siegmund Straube  richteten 1809 dort ihre Gelbgießerei und Gürtlerei ein. Das Haus existiert im Grunde so, wie es die Straubes umbauten. Die gesamte Gerberstraße steht auf der Liste der Kulturdenkmale in Weimar.
Der Grimmenstein wird heute vom Verein Haus für Soziokultur Gerberstraße 3 e.V. genutzt.